# Creonte (ópera)
De Wikipedia, la enciclopedia libre
Creonte (en italiano: Creonte) es la primera ópera de Dmytro Bortnyansky, compuesta por dos actos (14 y 8 escenas) con un libreto de Marco Coltellini basado en la tragedia Antígona de Sófocles (441 a. C.). El estreno tuvo lugar en 1776 en el Teatro San Benedetto en Venecia. Tras el estreno, por razones desconocidas, la partitura desapareció y se consideró perdida durante casi 250 años. La partitura manuscrita fue descubierta en los archivos de la Biblioteca de Ajuda (Lisboa, Portugal). En 2023, el manuscrito fue traído a Ucrania por la musicóloga ucraniana Olga Shumilina.
El estreno mundial de la ópera redescubierta y restaurada en una producción en concierto se llevó a cabo el 11 de noviembre de 2024 en la Academia Diplomática de Ucrania, dirigida por el Artista de la Paz de la UNESCO, Herman Makarenko.

## Intriga
Contexto
La ópera se sitúa en los legendarios tiempos antiguos en la ciudad de Tebas. Está basada en el conocido mito sobre el rey Edipo, sus hijos Eteocles y Polinices, y sus hijas Antígona e Ismene. Después del suicidio de Yocasta y el exilio de Edipo, el trono queda vacante, lo que conduce a una lucha entre sus hijos.
Primer Acto
Eteocles y Polinices luchan por el poder y se matan mutuamente en un duelo. Los ciudadanos de Tebas eligen a Creonte (Creón en la mitología griega) como gobernante, y él asciende al trono. El recién elegido rey ordena el entierro con honores de Eteocles, mientras que el cuerpo de Polinices queda sin ser enterrado. Antígona, desobedeciendo la orden, entierra secretamente a su hermano y es condenada a ser emparedada viva en una cueva. El hijo de Creonte, Hemón, quien está enamorado de Antígona, intenta salvarla, pero es sospechoso de traición y también es condenado a muerte.
Segundo Acto
Antígona es emparedada en la cueva, y Hemón se infiltra para compartir su destino. El pueblo, indignado por la crueldad de Creonte, se levanta y proclama a Antígona como reina. Ella es liberada y asegura que perdona a Creonte. La ópera termina con esperanza para la restauración de la paz en Tebas.
Creonte fue escrita en el género de la ópera seria italiana. Fiel a la tradición que se originó en los primeros días del género operístico (Camerata Florentina, finales del siglo XVI), el libreto impreso de 1776 define Creonte como dramma per musica. Compuesta por dos actos (14 y 8 escenas), la ópera sigue un formato estructurado con arias solistas, duetos, recitativos, coros y piezas instrumentales. Inicialmente, el libreto estaba dividido en tres actos, pero Bortnyansky fusionó el primer y el segundo acto. Para equilibrar esta desproporción, la representación incluyó dos divertimentos de ballet coreografiados e interpretados por Giuseppe Canciani, como se indica en el libreto impreso.
La música de Creonte combina las tradiciones del bel canto italiano con el estilo individual de Bortnyansky. Se alinea con el estilo operístico de Mozart, acercándose a obras como Mitridate (1770) e Idomeneo (1780). Esto sugiere una influencia compartida de las tradiciones operísticas italianas en el desarrollo de ambos compositores. La ópera tiene una estructura numerada y recitativos secco, lo que indica una conexión con la ópera barroca, pero no incluye arias da capo barrocas.Un paso innovador en la primera ópera de Bortnyansky fue el intento del compositor de expresar el desarrollo psicológico de los personajes principales de la ópera a través de la música.  

## La historia de la creación

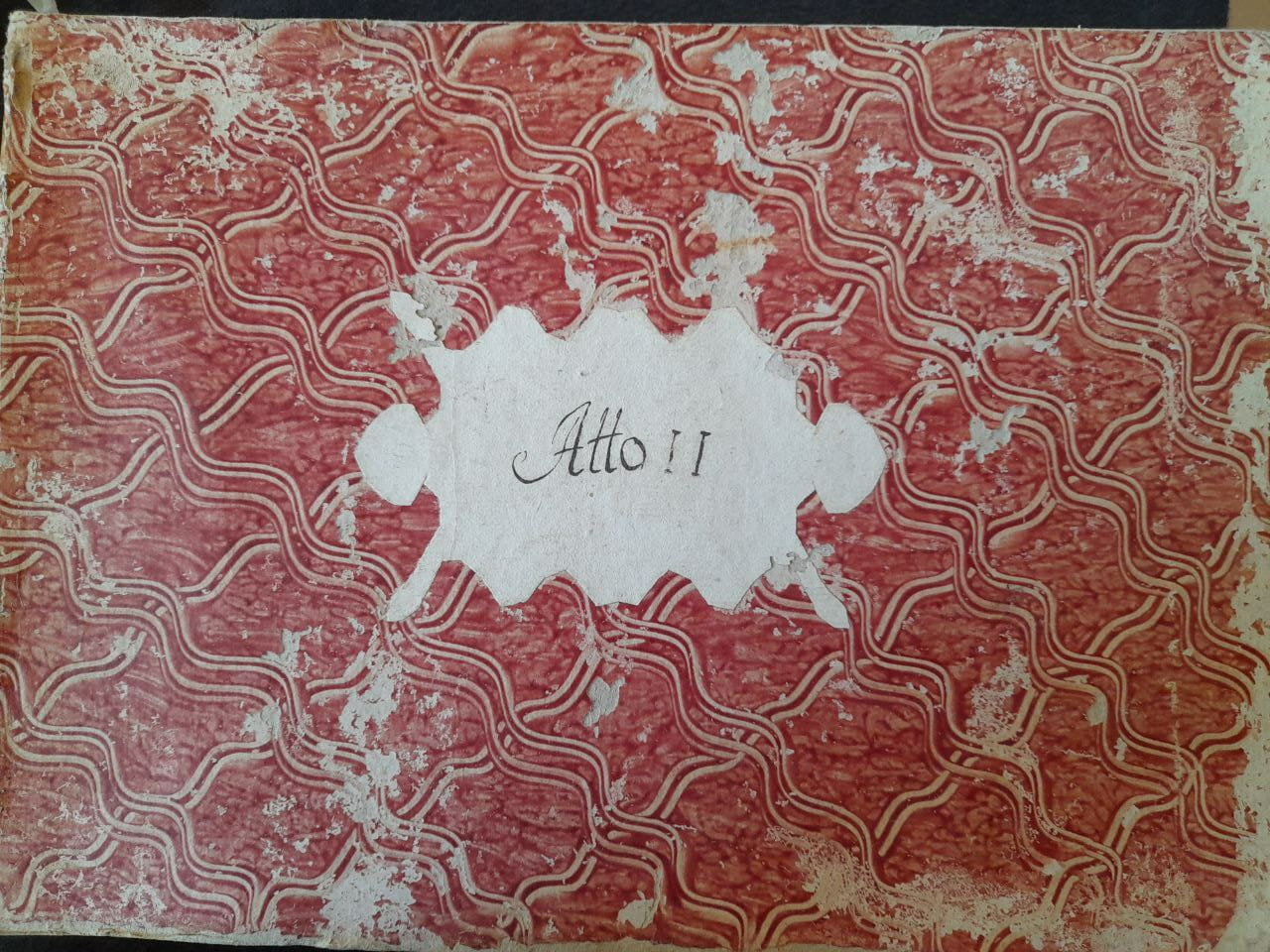
Página del título del Acto II de la partitura manuscrita de la ópera Creonte

Una contribución destacada al legado creativo de Dmytro Bortnyansky fueron sus óperas. El compositor creó seis óperas, las tres primeras de las cuales, en el género de la ópera seria, fueron compuestas en Italia. Dmytro Bortnyansky compuso su primera ópera, Creonte, a los 25 años en Italia. Fue el resultado de los estudios del compositor ucraniano con el famoso maestro italiano Baldassare Galuppi (1706–1785). La ópera se estrenó en 1776 en el teatro San Benedetto de Venecia.
El investigador suizo Rudolf Mooser descubrió un libreto impreso publicado en Venecia durante una representación. Mooser determinó que el libreto de Creonte es una versión adaptada del libreto de la ópera Antigone del compositor italiano Tommaso Traetta, basada en la tragedia homónima de Sófocles. El texto fue escrito por el poeta italiano Marco Coltellini. La ópera Antigone de Traetta reflejaba el enfoque reformista del compositor hacia el género operístico. Coltellini y Traetta trabajaron en la corte imperial de San Petersburgo, donde Antigone se estrenó en 1772. Posteriormente, en 1773, se presentó en Italia, donde es probable que Bortnyansky tuviera la oportunidad de escucharla, lo que lo inspiró a crear su propia versión de la historia. Al comparar el libreto de Antigone con el de Creonte, Mooser descubrió que Bortnyansky simplificó el texto, reduciéndolo de tres actos a dos y cambiando su título. Sin embargo, a diferencia del original, la ópera de Bortnyansky tiene un final feliz (lieto fine).